# Nerkin Bazmaberd
Nerkin Bazmaberd ou Nerqin Bazmaberd (en arménien Ներքին Բազմաբերդ ; anciennement Aghjaghala) est une communauté rurale du marz d'Aragatsotn, en Arménie. Elle compte 1 397 habitants en 2009.